# Mohamed Aben Quich
Mohamed Aben Quich fue un naturalista árabe que vivió, probablemente, hacia el año 1200
Sus obras se encuentran especialmente en el Lapidario, unidas a las de Mosca-Ha-Quatón y son de las que don Alfonso el sabio mandó traducir del árabe. En esta obra se habla de la influencia de las estrellas y planetas sobre las piedras, que describe de acuerdo con los preceptos de la astrología judiciaria, a cuyas patrañas rendían culto los mineralogistas del siglo XIII.
Don José Rodríguez de Castro habla de este autor y su obra en su Biblioteca Española, publicada a fines del siglo XVIII.
- El contenido de este artículo incorpora material del tomo 1 de la Enciclopedia Universal Ilustrada Europeo-Americana (Espasa), cuya publicación fue anterior a 1945, por lo que se encuentra en el dominio público.

- Datos: Q6020501